# Life Is Strange (음반)
Life Is Strange는 록 밴드 서울전자음악단의 정규 음반 2집이다.

## 수록곡
1. 고양이의 고향노래 (4:20)
2. 종소리 (6:44)
3. 언제나 오늘에 (3:42)
4. 따라가면 좋겠네 (3:01)
5. 서울의 봄 (3:44)
6. 나무랄 데 없는 나무 (3:35)
7. 중독 (3:40)
8. 섬 (6:23)
9. 서로 다른 (7:43)
10. 꿈속에서 (8:55)
11. 라이프 이즈 스트레인지 (3:55)
12. Hidden Track (13:22)